# Renato Rutigliano
Renato Rutigliano (Nápoles, 7 de marzo de 1943 - Nápoles, 27 de diciembre de 2001) fue un artista de cabaré, actor, presentador y escritor italiano.

## Biografía
Nació artísticamente en el mundo del cabaré napolitano, trabajando en varios grupos humorísticos: "I Cabarinieri", "I Sadici Piangenti" con Benedetto Casillo e "I sergenti a sonagli" con Gino Briglione. 
Actuó en varias películas, entre ellas la trilogía de Luciano De Crescenzo sobre Nápoles: Così parlò Bellavista, Il mistero di Bellavista y 32 dicembre. Entre 1982 y 1988 trabajó en cuatro películas de Ninì Grassia; también actuó en otras películas como Me envía Picone de Nanni Loy y Arrapaho de Ciro Ippolito.
Es autor del libro Le avventure di Robocchio: Pinocchio del 2000 a spasso per Napoli, que cuenta de un moderno Pinocho de hojalata, que tiene la apariencia de un scugnizzo; los diálogos están en napolitano, acompañados de subtítulos en italiano. En los años noventa escribió el musical Preta 'e Pane, que tiene como protagonista a un Peter Pan napolitano. Es autor además de algunas colecciones de textos humorísticos, así como del libro de cocina Favurite!.
Fue el presentador del programa cómico Guerre ascellari, emitido por el canal de televisión campano Telecapri.
Falleció en 2001; a su memoria está dedicado el premio para autores y cómicos emergentes "Premio Renato Rutigliano - Cabarettiamo".

## Filmografía
- L'Ave Maria, de Ninì Grassia (1982)
- Lo studente, de Ninì Grassia (1982)
- 'O surdato 'nnammurato, de Ninì Grassia (1983)
- Me envía Picone (Mi manda Picone), de Nanni Loy (1984)
- Così parlò Bellavista, de Luciano De Crescenzo (1984)
- Arrapaho, de Ciro Ippolito (1984)
- Il mistero di Bellavista, de Luciano De Crescenzo (1985)
- 32 dicembre, de Luciano De Crescenzo (1987)
- Una banda di matti in vacanza premio, de Ninì Grassia (1988)
- I padri della patria, episodio Luigi Settembrini (1992) - serie de televisión
- Dio ci ha creato gratis (1998) - miniserie